# Протосингел
Протосингел е църковна длъжност в епархията (митрополията), а не духовен сан.
Протосингелът е лице от черното духовенство и изпълнява задълженията да бъде помощник (секретар) на митрополита при изпълняване на неговите задължения като духовен глава на митрополията.
Когато протосингелът е с духовен сан епископ, той се нарича викарий.
За протосингел бил назначен Неофит Бозвели през 1839 г., след като търновските пратеници били подкупени от Цариградската патриаршия и митрополит станал Неофит Византиос.